# Усыновление

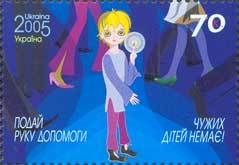
«Чужих детей не бывает», почтовая марка Украины, 2005

Усыновле́ние, удочере́ние — форма семейного воспитания детей, лишённых родительской опеки, с установлением между усыновлённым и усыновителем правовых (личных и имущественных) отношений, существующих между родителями и детьми.
В торжественном и, часто, переносном смысле может использоваться латинизм адо́пция (от лат. adoptio «усыновлять»).

## Значение
Из двух форм семейного устройства детей, оставшихся без попечения родителей — усыновления и опеки — усыновление является оптимальной, поскольку при этом между усыновителями и усыновляемым не только складываются близкие родственные отношения, но и происходит юридическое закрепление этих отношений, когда усыновлённый ребёнок в своих правах и обязанностях полностью приравнивается к кровному, а усыновители принимают на себя все родительские права и обязанности.
Усыновление позволяет ребёнку почувствовать себя полноценным членом семьи. Только при усыновлении ребёнок приобретает права наследования в отношениях с новыми родителями. Усыновитель может присвоить ребёнку свою фамилию, а также поменять имя и отчество ребёнка.
Разделение братьев и сестёр при усыновлении не допускается, за исключением тех случаев, когда подобное разделение действительно отвечает интересам детей (например, дети не осведомлены о своем родстве, не проживали и не воспитывались совместно, находятся в разных детских учреждениях, не могут жить и воспитываться вместе по состоянию здоровья).

## Практика

### Южная Корея
Усыновление осиротевших корейских детей — процесс усыновления корейских детей-сирот странами Европы и США после окончания Корейской войны.
Во второй половине XX века правительство Южной Кореи дало свободу частным агентствам по усыновлению. Однако, эти агентства начали принуждать матерей-одиночек к отказу от детей или даже похищать новорожденных, чтобы продать их за границей, подделывая документы. Это помогало агентствам иностранцам усыновлять детей без ведома их биологических родителей. Многим женщинам приходилось отказываться от детей, чтобы избежать стыда, и государство не проявляло интереса к судьбе этих детей.

### США
В США, как и в большинстве других стран мира, усыновители не получают каких-либо пособий от государства, наоборот, процедура усыновления обходится им в десятки тысяч долларов (хотя усыновителям предоставляется налоговый вычет, в сумме до $12650 на 2012-й год), что, тем не менее, не уменьшает количества американцев, готовых усыновить ребёнка, причём не только из своей, но и из других стран мира.

### Россия

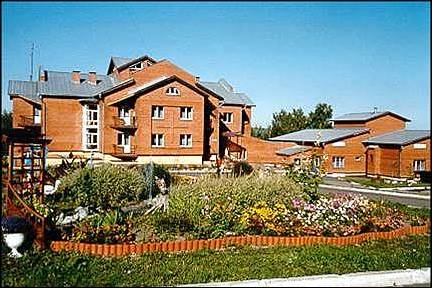
Детский дом «Приют святого Николая» в Новосибирске

По российскому праву усыновление допускается только в отношении несовершеннолетних детей. Усыновление производится судом по заявлению лиц, желающих усыновить ребёнка, в порядке особого производства по правилам гражданского процессуального законодательства.
Усыновление (удочерение) в России регламентировано Семейным кодексом Российской Федерации. В соответствии с п. 4 ст. 124 СК РФ усыновление детей, являющихся гражданами Российской Федерации, иностранными гражданами возможно только в случаях, если не представляется возможным передать этих детей на воспитание в семьи граждан Российской Федерации, постоянно проживающих на территории России, либо на усыновление родственникам детей независимо от гражданства и места жительства и только по истечении двенадцати месяцев со дня поступления сведений о таких детях в Государственный банк данных о детях. Передача российских детей на усыновление гражданам США запрещена ФЗ от 28.12.2012 N 272-ФЗ..  
С 9 июня 2019 г. Федеральным законом от 29 мая 2019 г. N 115-ФЗ было позволено отступать от необходимости проведения психолого-педагогической и правовой подготовки лиц, желающих усыновить/ удочерить ребенка, в случаях, если ребенок проживает с ним в силу уже сложившихся семейных отношений.
С 29 июля 2020 г. по Постановлению Правительства России от 11 июля 2020 г. N 1023 был снят жёсткий запрет на усыновление детей ВИЧ-инфицированными. Послабления коснулись лиц с ВИЧ-инфекцией, которые находятся на диспансерном наблюдении у врача-инфекциониста более одного года, с неопределяемой вирусной нагрузкой, с уровнем CD4+ лимфоцитов более 350 клеток/мл.
Не каждый ребёнок, лишённый родительского попечения, может быть усыновлён. В соответствии со ст 129 и 130 СК РФ могут быть усыновлены: дети, чьи родители или единственный родитель дали согласие на усыновление; дети, чьи родители неизвестны или умерли, у которых оба родителя уже были лишены родительских прав, не проживают и уклоняются от содержания и воспитания более 6 месяцев.
При усыновлении ребёнка старше 10 лет требуется официальное согласие самого ребёнка.
Усыновление можно оформить на одного усыновителя или на супругов. Верхнего ограничения по возрасту для усыновителей не существует. Однако одинокий усыновитель должен быть старше усыновляемого ребёнка не менее чем на 16 лет. В отличие от установления опеки над ребёнком, где решение принимается органами опеки и попечительства, решение об усыновлении принимается судом и регистрируется в актах гражданского состояния. Проверка состояния воспитания и содержания ребёнка должна проводиться органами опеки один раз в год в течение трёх лет после усыновления и далее может быть снята.
Усыновление имеет приоритет над опекой. В том случае, если одного ребёнка хотели бы взять на воспитание несколько семей, предпочтение отдаётся той семье, которая готова усыновить ребёнка, перед семьей, согласной только на опеку. Для усыновления детей, находящихся под опекой (попечительством), необходимо согласие в письменной форме их опекунов. В соответствии с Федеральным законом о Государственном банке данных № 44-ФЗ, дети, устроенные под опеку или в приёмную семью, снимаются с учёта и на усыновление не предлагаются.
Во многих регионах России при усыновлении ребёнка выплачивается единовременное пособие из местных бюджетов, сумма которого может достигать 300 000 рублей.
Подобная материальная заинтересованность иногда вызывает озабоченность мотивами усыновителей и приёмных родителей. 
Порядок усыновления детей (процедуры, перечни документов и сроки) был установлен Постановлением Правительства РФ № 275 от 29 марта 2000 года «Правила передачи детей на усыновление (удочерение) и осуществления контроля за условиями их жизни и воспитания в семьях усыновителей на территории Российской Федерации».
Основными этапами процедуры усыновления для российских граждан являются:
1. Обращение в органы опеки по месту жительства и знакомство с сотрудниками, отвечающими за работу с усыновителями.
2. Прохождение медосмотров, обучение в школе приёмных родителей, сбор справок и подготовка необходимого пакета документов.
3. Подача собранного пакета документов в органы опеки, рассмотрение документов специалистом опеки, обследование жилищных условий и оформление акта данного обследования.
4. Получение заключения о возможности быть усыновителем.
5. Поиск ребёнка. Получение направления на знакомство с ребёнком (детьми). Если по месту собственного проживания нет детских учреждений или не удалось подобрать ребёнка, то обращение в любой другой орган опеки или к региональному оператору банка данных о детях оставшихся без попечения родителей с имеющимся на руках заключением о возможности быть усыновителем.
6. Знакомство с ребёнком, при желании, независимое медицинское обследование ребёнка, принятие окончательного решения о желании усыновить данного ребёнка.
7. Подача заявления в суд, ожидание даты заседания суда. В это время орган опеки по месту проживания ребёнка готовит заключение о целесообразности усыновления конкретного ребёнка и документы на ребёнка для суда.
8. Рассмотрение заявления судом. Получение копии решения суда на руки.
9. Получение в ЗАГСе свидетельства об усыновлении, нового свидетельства о рождении ребёнка, внесение записи о ребёнке в паспорт.
10. Регистрация ребёнка по месту проживания усыновителя.

Для российских граждан все процедуры усыновления, включая медицинские освидетельствования, и получение всех необходимых справок — полностью бесплатны. Госпошлина в суде не взимается.
1 июня 2016 г., в День защиты детей, на портале «Усынови-Москва.Ru» опубликован мультфильм о том, как усыновить ребёнка. В мультипликационном ролике в стихотворной форме дана подробная пошаговая инструкция по процедуре оформления усыновления. Автор работы — руководитель порталов Усыновите.Ru и Усынови-Москва.Ru Армен Попов. В создании мультфильма приняли участие поэт Илья Резник, артист Александр Олешко, детский театр «Домисолька». Ролик создан Центром развития социальных проектов по заказу Департамента труда и социальной защиты города Москвы.
В соответствии с Конвенцией о правах ребёнка, подписанной и ратифицированной Россией в 1990 году, международное усыновление может применяться, «если ребёнок не может быть передан на воспитание или помещён в семью, которая могла бы обеспечить его воспитание или усыновление, и если обеспечение какого-либо подходящего ухода в стране происхождения ребёнка является невозможным». При этом Конвенция отмечает, что страны-участницы обязаны обеспечить, «чтобы в случае усыновления ребёнка в другой стране применялись такие же гарантии и нормы, которые применяются в отношении усыновления внутри страны».
В России процедура усыновления детей, оставшихся без попечения родителей, различается для российских и иностранных усыновителей. Граждане России, постоянно проживающие за рубежом, обязаны следовать процедуре усыновления, установленной для иностранных граждан.

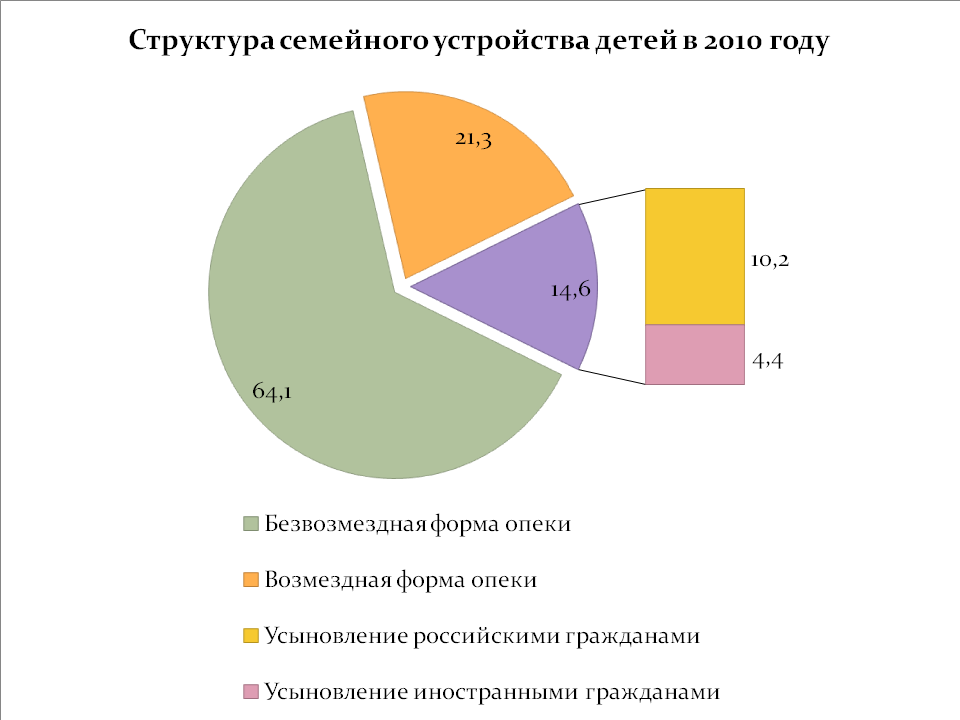

Усыновление не является единственной формой семейного устройства детей, оставшихся без попечения родителей. Дети также могут быть переданы под опеку (попечительство), которая существует в безвозмездной и возмездной форме. К последней форме относится передача детей в приёмные семьи, патронатные семьи или под другие виды возмездной опеки.

Усыновление является единственной формой устройства детей-сирот в иностранные семьи.

#### Тенденции
- Число усыновлений в России неуклонно снижается. В 2014 году было усыновлено 7668 детей, в 2016 — 5348 человек, в 2019 — 3492 человека[16].
- Возраст усыновляемых постепенно смещается в область более старших возрастов. Связано это с уменьшением числа оставляемых матерями новорождённых и в целом дефицитом здоровых детей младшего возраста.
- Значительно, почти на порядок выросло число усыновляемых детей, имеющих значительные проблемы со здоровьем. В 2008 году российскими гражданами было усыновлено 14 детей с установленной инвалидностью, а в 2016 136 детей. Связано это так же с резким снижением числа вновь выявляемых детей и особенно здоровых.
- Снижается численность иностранного усыновления. Если в 2006 году иностранцами было усыновлено 6 904 детей, то в 2016 только — 486 детей. Причин для снижения много. В первую очередь это установление законодательных ограничений для усыновления ребёнка иностранными гражданами. Во-вторых, действуют те же причины, что и на усыновление российскими гражданами — количество вновь выявляемых и доступных для усыновления относительно здоровых детей младших возрастов резко снизилось.
- Продолжается рост и увеличивается рост очереди из числа лиц, желающих усыновить ребёнка. Если в 2006 году, ставших на учёт усыновителей и ожидавших ребёнка, было 2580 человек (семей), то в 2016 году — уже 16 679 человек. Причина роста — тот же самый дефицит относительно здоровых детей младших возрастов. В настоящий момент доля детей, нуждающихся в семейном устройстве и которых можно усыновить, составляет лишь 3,2 % от всех детей, нуждающихся в устройстве в семью. Остальные 61 % — это дети-подростки и 35,8 % дети до 6 лет, имеющие тяжёлые заболевания, чаще всего, это дети родителей, которые отказались воспитывать детей в связи с тяжёлыми аномалиями развития или заболеваниями этих детей.
- Наблюдается рост числа возвратов детей из приемных семей в детские дома по инициативе приемных родителей (не по предписанию органов опеки). Так, например, за 5 лет с 2014 по 2019 год количество таких возвратов выросла на 14,63%[17], а по данным Санкт-Петербургского городского информационно-методического центра «Семья» в 2017-2019 году количество возвратов увеличилось по всем формам опеки[18]. 17 мая 2021 года в Общественной Палате РФ был представлен доклад "Линия возврата" факторах, приводящих к возврату приемных детей в селах[19].

#### Тайна усыновления
На данный момент, в соответствии со статьей 139 Семейного кодекса РФ, тайна усыновления ребёнка в России охраняется законом.
Тайна усыновления должна соблюдаться лишь по желанию самих усыновителей. Для обеспечения тайны усыновления, по просьбе усыновителей, допускается изменение места рождения, а также даты рождения ребёнка, но не более чем на три месяца.
Разглашение тайны усыновления вопреки воле усыновителя, может повлечь за собой штраф в размере до восьмидесяти тысяч рублей, исправительные работы на срок до одного года или другие виды уголовного наказания, в соответствии со статьей 155 Уголовного кодекса РФ.
По данным МВД России, за 2008 год в России было зарегистрировано лишь 10 случаев разглашения тайны усыновления.
Опрос около 200 специалистов по охране прав детства из 38 регионов России, проведенный Университетом Российской академии образования, показал, что в практике работы 95 % специалистов были случаи нарушения тайны усыновления. В другом исследовании, проведенном Галиной Семьей при опросе 426 специалистов органов опеки, врачей и педагогов и опубликованном в 2002-м году, возможные источники разглашения тайны усыновления расположились по частоте встречаемости следующим образом: знакомые и родственники (46 %), учителя и родители-усыновители (по 14 %), врачи (7 %). В 92 % случаев никто не понёс наказания, только в девяти случаях была возложена ответственность на конкретных людей, из которых для двоих она закончилась штрафом.

#### Отмена тайны усыновления
В последние годы, в обществе возникла дискуссия о необходимости дальнейшего существования тайны усыновления. Критики называют её «анахронизмом, дискредитирующим саму идею усыновления» и указывают на то, что «в Европе и Америке усыновители не только не скрывают этого факта, но даже помогают выросшим детям находить их биологических родителей».
Председатель Комитета Госдумы по вопросам семьи, женщин и детей Елена Мизулина, назвала тайну усыновления «пережитком», от которого «надо отказаться». Она сообщила, что большинство членов её комитета полагают, что уголовную ответственность за разглашение тайны усыновления следует убрать, и подобные предложения уже готовятся.
В Указе президента РФ «О Национальной стратегии действий в интересах детей на 2012—2017 годы» говорится о переходе к системе открытого усыновления с отказом от тайны усыновления.
В исследованиях, опубликованных в 2002-м году Галиной Семьёй, 53 % опрошенных специалистов, работающих с детьми сиротами, были против отмены тайны усыновления, 40 % — за отмену эволюционным путём, 7 % — за немедленную отмену. 50 % респондентов считали, что отмена тайны усыновления уменьшит число усыновлений, а 47 % — что это никак не изменит их количество.
На тот момент считалось, что отмена тайны усыновления в нашей стране означает психологическую незащищённость ребёнка и родителей-усыновителей, так они в глазах общества являются психологически и социально несостоятельными. В то же время специалисты отмечали, что в последние годы увеличилось количество обращений от усыновлённых детей и их семей с просьбой найти биологических родителей.
Многих усыновлённых волнуют не столько вопросы разглашения тайны усыновления посторонними людьми, сколько случаи скрытия документов государственными органами от самих усыновлённых.
Тема поисков биологических родителей нередко поднимается в телепередаче «Жди меня». В российских СМИ были сюжеты о поиске родственников Джессикой Лонг, усыновлённой из России в США, о встрече Джессики с её кровной матерью и о поиске родителей другими усыновлёнными.
В настоящий момент усыновлённые могут получить доступ к документам только в случае согласия своих усыновителей. С 2005 года в Госдуме периодически обсуждают этот вопрос. Проектом «К Новой семье» предлагалось включить усыновлённых старше 18 лет в круг лиц, имеющих доступ к сведениям об усыновлении.  В 2012 году в Госдуме были предложения о том, что после смерти усыновителей тайну нельзя разглашать против воли самого усыновлённого, но и эти изменения не были утверждены.
В Российском законодательстве ситуация поисков родственников братьями и сёстрами, усыновлённых в разные семьи, не оговаривается.

### Республика Беларусь
В Кодексе Белоруссии о браке и семье сохраняется тайна усыновления от посторонних лиц
, но в отличие от российских законов, оговариваются права взрослых усыновлённых: «Усыновлённый ребёнок по достижении совершеннолетия или в случае приобретения дееспособности в полном объёме вправе получить сведения, касающиеся его усыновления, в суде, вынесшем решение об усыновлении ребёнка, органе, регистрирующем акты гражданского состояния, по месту нахождения записи акта об усыновлении или органе опеки и попечительства по месту жительства усыновителей.»
Также оговариваются права братьев и сестёр: «Разъединение братьев и сестёр при усыновлении возможно в случае, когда усыновители не настаивают на сохранении тайны усыновления и обязуются не препятствовать общению усыновляемого ребёнка с братьями и сёстрами. В случае разъединения братьев и сестёр при усыновлении суд возлагает на усыновителя обязанность сообщать ребёнку об имеющихся у него братьях и сёстрах и их местонахождении.»

### Украина
Ситуация в украинском законодательстве по вопросу тайны усыновления схожая: сохранена ответственность за разглашение тайны усыновления, но при этом «Лицо, которое было усыновлено, имеет право по достижении им четырнадцати лет на получение информации относительно своего усыновления.». И учитываются связи братьев и сестёр: «Если усыновление для ребёнка не является тайным, брат и сестра имеют право знать о новом месте его проживания.»

## Статистика

### В России
По данным Министерства образования и науки Российской Федерации:
- В 2015 году в России были выявлены 58 168 ребёнка, оставшихся без попечения родителей[37]. На семейные формы устройства в 2015 году были переданы 59,4 тыс. детей, из них 6,5 тыс. — на российское усыновление, 2,6 тыс. на иностранное усыновление, 37,3 тыс. — на безвозмездную форму опеки (попечительства), 15 тыс. — на возмездную форму опеки (попечительства), 0,2 тыс. — на патронатное воспитание. Из выявленных за 2012-й год детей 7380 вернулись к своим родителям[38].
- На конец 2012 года из детей, оставшихся без попечения родителей в России — 516 592 ребёнка были на воспитании в семьях, 104 028 детей находились в организациях для детей-сирот, 18 323 ребёнка обучались в учреждениях начального, среднего и высшего профессионального образования[38]
- На конец 2010 года общая численность детей, оставшихся без попечения родителей в Российской Федерации составляла — 665 987 детей[39].

- из них в детских домах и домах ребёнка находилось — 105 945 детей.

- На семейные формы устройства в 2011 году в семьи российских граждан было передано 67,5 тыс. детей, из них 7,4 тыс. — на усыновление, 56,7 тыс. — под опеку (попечительство), в том числе 15,9 тыс. — на возмездную форму опеки (попечительства).
- На семейные формы устройства в 2010 году было передано 75,8 тысячи детей[39], из них

- под опеку (попечительство) было передано — 64,7 тысячи детей; из них

- под безвозмездную опеку (попечительство) — 48 595 детей;
- под возмездную опеку (попечительство) — 16 092 ребёнка; из них

- в приёмные семьи — 13 625 детей;
- на патронатное воспитание — 498 детей;
- под другие формы возмездной опеки — 1969 детей;

- на усыновление (удочерение) было передано — 11 157 детей; из них

- российским гражданам — 7802 ребёнка;
- иностранным гражданам — 3355 детей, включая 148 детей-инвалидов, в том числе

- гражданам США — 1016 детей, в том числе 44 ребёнка-инвалида;
- гражданам Испании — 792 ребёнка, в том числе 43 ребёнка-инвалида;
- гражданам Италии — 686 детей, в том числе 26 детей-инвалидов;
- гражданам Франции — 304 ребёнка, в том числе 12 детей-инвалидов;
- гражданам Германии — 150 детей, в том числе 8 детей-инвалидов;
- остальные дети были усыновлены гражданами Ирландии, Израиля, Великобритании, Канады, Финляндии и других стран.

- Семейное устройство детей-инвалидов в 2012-м году:

 — на безвозмездную форму опеки родственникам — 472 ребёнка;
 — на безвозмездную форму опеки посторонним гражданам — 86;
 — на возмездные формы опеки — 384 (в том числе — в приёмные семьи — 333, на патронат — 20);
 — российское усыновление — 29; 
 — иностранное усыновление — 171; 
- Семейное устройство детей старше 7 лет в 2009-м году:

 — на безвозмездную форму опеки родственникам — 27277 детей;
 — на безвозмездную форму опеки посторонним гражданам — 5893;
 — на возмездные формы опеки — 10970;
 — российское усыновление — 610;
 — иностранное усыновление — 402.

### В Приднестровье
В Приднестровье низкая тенденция усыновления: в 2010 году — 7 детей, 2011 году — 14 детей, 2012 году — 13 детей, 2013 году — 14 детей, 2014 году — 9 детей.

## Усыновление в кинематографе
- «Странные взрослые». СССР, 1975. Лирическая мелодрама. Пётр Рябиков (Лев Дуров), театральный осветитель, случайно встречает девочку-первоклассницу на улице, где она перебегает дорогу перед машинами. Желая, чтобы родители наказали её за это, он требует, чтобы она отвела его к себе домой. Но, придя на место, он обнаруживает, что она живёт в детском доме. Девочку (Рита Сергеечева) зовут Джульетта, но другие дети называют её Тоня. Пётр уже немолод, он живёт с женой Анной (Ирина Кириченко) в коммунальной квартире, и у них нет детей. Чувствуя некоторую долю вины перед Тоней, он решается удочерить её, что приносит немало изменений в монотонную жизнь их коммунальной квартиры.
- «Дети Дон Кихота». СССР, 1965. Комедия о жизни семьи врачей Бондаренко (Анатолий Папанов и Вера Орлова), воспитывающей трёх сыновей. Лишь в финале фильма обнаруживается, что все их дети — усыновлённые «отказники». Отец, врач-педиатр роддома, не в состоянии понять, как можно отказаться от счастья иметь ребёнка, и усыновляет четвёртого малыша, от которого отказалась женщина в его роддоме[45].
- «Евдокия». СССР, 1961. Мелодрама Татьяны Лиозновой о трудных взаимоотношениях между Евдокией (Людмила Хитяева) и Евдокимом (Николай Лебедев) Чернышовыми. После смерти отца Евдокии и его сожительницы, сиротой остаётся её дочь, которую Чернышовы удочеряют. Позже, после смерти брата Евдокима, их семья пополняется ещё двумя детьми. Под действием любви мужа, Евдокия всё крепче привязывается к нему и превращается в образцовую хозяйку и заботливую мать. Вскоре появляется и ещё один усыновлённый ребёнок — беспризорник, отбитый Евдокимом у разъярённой толпы[45].
- «Судьба человека». СССР, 1959. Драма. Экранизация одноимённого рассказа Михаила Шолохова. Солдат-водитель Андрей Соколов (Сергей Бондарчук) пережил ужасы фашистского концлагеря, бежал из плена, но во время короткого отпуска домой узнал о гибели во время бомбёжки своей любимой жены и обеих дочерей. Вернувшись на фронт, Андрей, в последний день войны, получает известие о том, что погиб и его единственный сын, офицер. Уехав после войны в далёкий от его родного Воронежа Урюпинск, Андрей встречает там в придорожной чайной беспризорного мальчишку Ванюшку (Павлик Борискин), мать которого умерла, а отец погиб на фронте. И, в необычайно проникновенном эпизоде фильма, Андрей сообщает мальчишке, что он — его отец, и принимает его как сына[45].
- «Два Фёдора». СССР, 1958. Мелодрама Марлена Хуциева о фронтовике Фёдоре-большом (Василий Шукшин), который, возвращаясь домой после окончания Великой Отечественной войны, встречает мальчишку-сироту Фёдора-младшего (Коля Чурсин) и усыновляет его. После того как в их жизни появилась Наталья (Тамара Сёмина), ставшая женой Фёдора-большого, ребёнку оказалось трудно принять её и он убегает из дома. Но, в конце концов, любовь родителей к ребёнку примиряет семью[45].

Помимо данного списка, существуют и более полные списки кинофильмов об усыновлении. Например в списке, составленном Алексеем Рудовым, насчитывается 38 советских фильмов, 15 зарубежных и 6 мультфильмов.